# Col de Castillon
Le col de Castillon est un col des Alpes du Sud situé en France à 728 mètres d'altitude, dans le département des Alpes-Maritimes en région Provence-Alpes-Côte d'Azur.
Il marque la jonction entre la vallée de la Bévéra au nord et la vallée du Careï et Menton au sud.

## Cyclisme
Le col de Castillon a été franchi au total à 27 reprises par le Tour de France, dont 4 depuis 1947. Voici les coureurs qui ont franchi les premiers le col :
| Année | Étape | Catégorie | Coureur            |
| ----- | ----- | --------- | ------------------ |
| 1911  |       |           | peloton            |
| 1912  |       |           | Giovanni Cocchi    |
| 1913  |       |           | Firmin Lambot      |
| 1914  |       |           | Jean Rossius       |
| 1919  | 9e    |           | Honoré Barthélémy  |
| 1920  |       |           | Firmin Lambot      |
| 1921  |       |           | Firmin Lambot      |
| 1922  |       |           | Philippe Thys      |
| 1923  |       |           | Jean Alavoine      |
| 1924  |       |           | Philippe Thys      |
| 1925  |       |           | Ottavio Bottecchia |
| 1926  |       |           | Marcel Bidot       |
| 1927  |       |           | Nicolas Frantz     |
| 1928  |       |           | André Leducq       |
| 1929  |       |           | Benoît Faure       |
| 1930  |       |           | Louis Peglion      |
| 1931  |       |           | Rafaele Di Paco    |
| 1932  |       |           | Francesco Camusso  |
| 1933  |       |           | Maurice Archambaud |
| 1934  |       |           | René Vietto        |
| 1935  |       |           | Francesco Camusso  |
| 1936  |       |           | Federico Ezquerra  |
| 1938  |       |           | peloton            |
| 1947  |       |           | Fermo Camellini    |
| 1948  |       |           | Roger Lambrecht    |
| 1950  |       |           | Louison Bobet      |
| 1952  |       |           | Jan Nolten         |